# Nepidae
Nepidae é uma família de insectos da infraordem  Nepomorpha da subordem Heteroptera da ordem Hemiptera que inclui as espécies conhecidas pelo nome comum de escorpiões de água.

## Descrição
São também conhecidas como "velhas-da-água" devido ao seu habitat aquático e à sua semelhança, à primeira vista, com escorpiões. Dois elementos anatômicos produzem essa semelhança: o primeiro é a modificação do par de pernas anteriores para facilitar a capacidade preênsil; e a segunda, a presença de um tubo respiratório na extremidade do abdômen, como um ferrão, mas sem sua funcionalidade. O referido tubo respiratório está conectado ao sistema traqueal do inseto, o que permite oxigenar o gás interno ao sistema respiratório sem forçá-lo a emergir totalmente, expondo todos os seus espiráculos.
Existem duas subfamílias: Nepinae e Ranatrinae com 14 gêneros dos quais os mais reconhecidos são: Nepa e Ranatra. A espécie mais comum do primeiro gênero em toda a Europa é Nepa cinerea, um habitante habitual do fundo de águas estagnadas. Do gênero Ranatra o representante típico é R. linearis, muito mais estilizado nos apêndices do que Nepa. É comum incluir erroneamente na família aqueles pertencentes aos Belostomatidae, que são muito maiores, cuja espécie Belostoma grande, típica da América do Sul, atinge um comprimento de 10 a 12 cm .

## Caracteres de identificação
Os nepids são distinguidos pela posse de antenas de três segmentos. Quanto às pernas, as anteriores são pressoras, e o par posterior tem função locomotora; os tarsi são de um segmento sem unhas nas patas dianteiras. O abdome possui um tubo respiratório apical, que permite captar oxigênio do ambiente aéreo mesmo quando parcialmente submerso. Ele também tem um par de olhos compostos salientes e globulares. O rosto tem três artejos.